# Šankliš

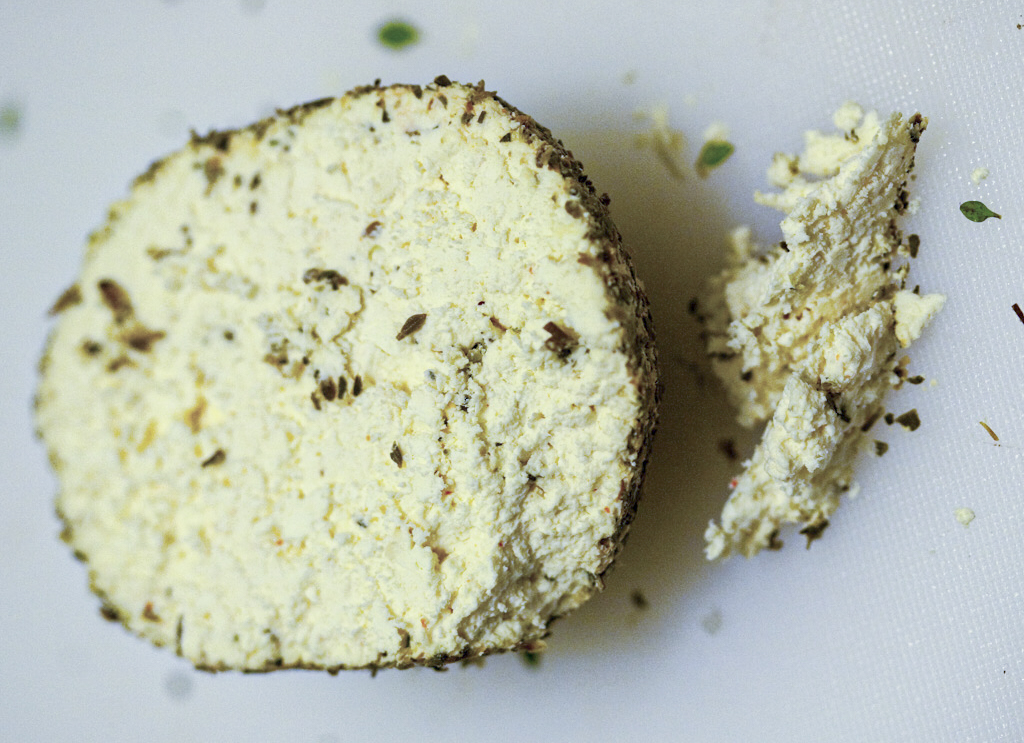
Šankliš

Šankliš (arabsky شنكليش) je druh sýra vyráběného z kravského či ovčího mléka. Charakteristický je pro levantskou kuchyni. Je vyráběn sražením jogurtu, jeho přecezením a následnou fermentací. Obvykle se formuje do kuliček o průměru přibližně šest centimetrů. Tyto kuličky jsou často pokryty za'atarem či aleppským pepřem. Poté sýr zraje a suší se. Je známý pro svou intenzivní chuť, díky které si vysloužil přezdívku "syrský roquefort". Čím déle zraje, tím je jeho chuť silnější a textura tvrdší. Je považován za jeden z nejstarších druhů sýrů na světě. Svůj původ má v Syrské pobřežní horské oblasti, a v přilehlých oblastech, jako je Akkar v Libanonu nebo İskenderun v Turecku. V arabském světě je výrobou šankliše známá vesnice ar-Rawda, ležící nedaleko Tartúsu.

## Varianty
Šankliš a jeho měkčí odrůda, známá jako surke, jsou často zaměňovány. Surke je jemnější a čerstvější, zatímco šankliš je starší a má výrazné aroma. Surke je typické pro pobřežní oblasti jako je Tartús, Latákie či İskenderun, zatímco šankliš je typický spíše pro vnitrozemí, jako je Homs, Hamá a další. V závislosti na směsi koření použitém v zálivce, může být šankliš i pikantní.